# Billie Burke

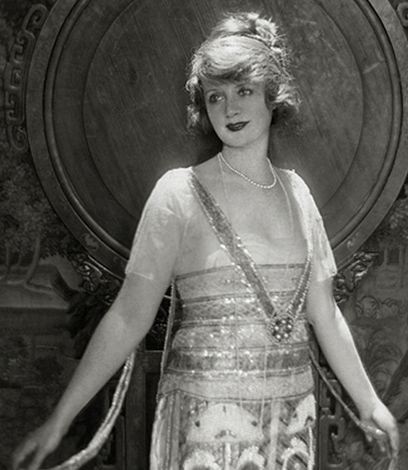
Billie Burke in Vanity Fair, door Adolf de Meyer.

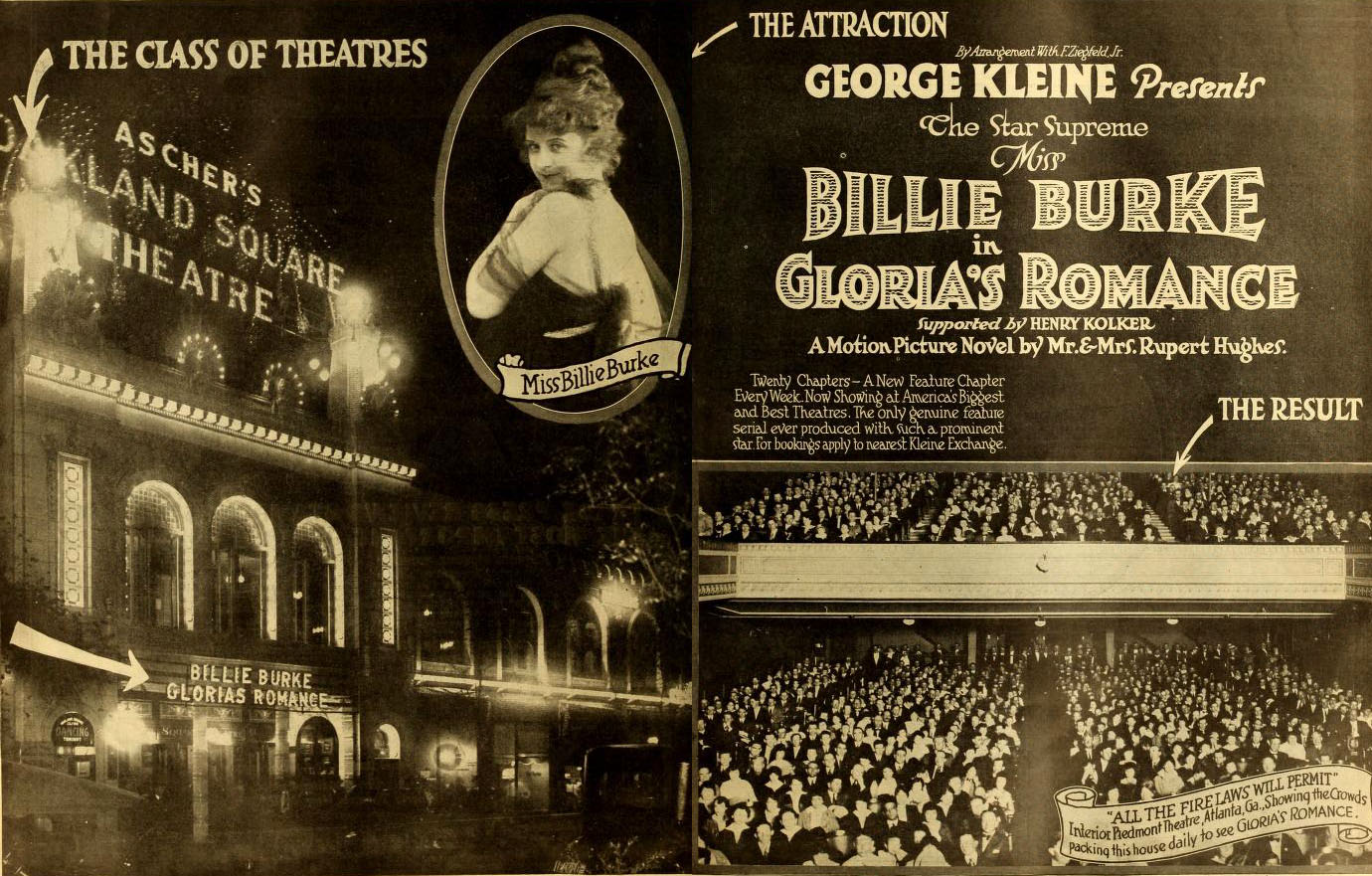
Gloria's Romance (1916)

Mary William Ethelbert Appleton (Billie) Burke (Washington, 7 augustus 1884 - Los Angeles, 14 mei 1970) was een Amerikaans actrice.
Billie werd geboren als Mary Burke in Washington. Als jong meisje zat ze bij haar vader in het circus. Vervolgens verhuisde de familie naar Londen en toen Billie daar een theaterstuk zag, wilde ze actrice worden. Dit lukte: in 1903 maakte ze haar debuut in Londen en tussen 1910 en 1913 was ze te zien op Broadway. Vervolgens ging ze naar Hollywood. In 1914 trouwde ze met Florenz Ziegfeld en ze kregen in 1916 een dochter: Patricia Ziegfeld. 

Haar eerste film werd uitgebracht in 1916. Toch vond ze het theater interessanter, omdat ze het leuk vond om te praten en zingen. Aangezien de eerste geluidsfilm pas in 1928 werd vertoond, bleek acteren met geluid in films voor haar onmogelijk. Ze gaf de voorkeur aan het fulltime werken in het theater.

Billies familie verloor alle bezit in de Beurskrach van 1929. Hierdoor had Billie geen andere keuze dan weer terug te gaan naar het witte doek, dat veel beter betaalde dan het theater. Haar eerste film sinds 12 jaar werd in 1932 uitgebracht en heette A Bill of Divorcement. Tijdens de opnamen stierf Florenz, maar Billie stopte niet met acteren. Voor de rest van de jaren 30 speelde ze in beroemde films als Dinner at Eight (1933) en The Wizard of Oz (1939).
Billie Burke stierf in 1970 een natuurlijke dood.

## Filmografie
- Bibsys: 6067937
- Biblioteca Nacional de España: XX4792312
- Bibliothèque nationale de France: cb139302489 (data)
- Gemeinsame Normdatei: 136289819
- International Standard Name Identifier: 0000 0001 1631 6948
- Library of Congress Control Number: n85151807
- MusicBrainz: 73123cdd-d609-44a9-b39a-087a9111f36c
- Nationale Bibliotheek van Tsjechië: xx0258604
- Nationale bibliotheek van Australië: 35136655
- Nationale Bibliotheek van Israël: 987007439440105171
- Nederlandse Thesaurus van Auteursnamen: 073082058
- SNAC: w6dn4mhs
- Système universitaire de documentation: 162467516
- Virtual International Authority File: 44487813
- WorldCat: E39PBJw963TGRw8V7JvHJrRYfq